# Sidereus Nuncius

Sidereus Nuncius, Titelseite der ersten Ausgabe, 1610

Sidereus Nuncius ist der Titel einer Schrift, die Galileo Galilei im März 1610 veröffentlichte und mit der er seinen Ruf als Astronom begründete. Der Sidereus Nuncius wurde in lateinischer Sprache von Thomas Baglioni in Venedig gedruckt. Die Auflage betrug 550 Exemplare. Darin veröffentlichte Galilei erste astronomische Beobachtungen mit einem Teleskop.

## Titel
Das Wort Nuncius (klassisch nuntius) im Titel bedeutet sowohl Bote als auch Nachricht. Der Name der Schrift lässt sich daher als Sternenbote, Sternenbotschaft oder auch als Nachricht von den Sternen übersetzen. In voller Länge lautet die Titelseite:
Sternenbotschaft, die großartige und höchst bewundernswerte Anblicke eröffnet und einem jeden, besonders aber den Philosophen und Astronomen, zur Bewunderung unterbreitet, was von dem Patrizier Galileo Galilei aus Florenz, öffentlicher Mathematiker der Hohen Schule zu Padua, mit Hilfe eines unlängst von ihm erfundenen Sehglases auf dem Antlitz des Mondes, an unzähligen Fixsternen, der Milchstraße und den Nebelsternen beobachtet worden ist, vornehmlich aber an vier Planeten, die in ungleichen Entfernungen und Umläufen mit erstaunlicher Geschwindigkeit um den Stern Jupiter kreisen, niemandem bis zu diesem Tag bekannt waren und die der Verfasser vor kurzem als erster aufgefunden hat und Medeceische Gestirne zu benennen beschloss.

Venedig, bei Tommaso Baglioni, 1610
Mit Erlaubnis und Privileg der Obrigkeit.

## Inhalt
Vorangestellt sind der Schrift Galileos Widmung an Cosimo Medici sowie die Genehmigungsvermerke der kirchlichen Inquisition und der Zensur der Republik Venedig.
Im Text stellt Galileo das erst kurz zuvor in den Niederlanden entwickelte Teleskopfernrohr dar, dann seine damit gemachten Beobachtungen des Mondes, der Sterne und der Jupitermonde, die er nach seinem Patron und Mäzen Cosimo de’ Medici Mediceische Sterne nannte.

### Fernrohr
Für seine Beobachtungen verwendete Galilei ein holländisches Fernrohr mit zwanzigfacher Vergrößerung.
Solche Fernrohre werden heute auch Galilei-Fernrohre genannt. Im Sidereus Nuncius beschreibt Galilei, wie ein gut funktionierendes Fernrohr zu bauen sei.

### Mond
Galilei beobachtete, dass die Linie, die den hellen Teil des Mondes von dem dunklen Teil trennt (die Tag-Nacht-Grenze), glatt verlief in dunkleren Regionen des Mondes, jedoch unregelmäßig in helleren Bereichen. Daraus leitete er ab, dass die dunkleren Regionen niedrig-liegende Ebenen seien, die helleren uneben und von Bergen bedeckt. Galileis Stiche der Mondoberfläche waren der Beginn der Mondkartierung (Selenografie).
Obwohl die Zeichnungen so genau sind, dass sich daraus sogar das exakte Beobachtungsdatum zurückrechnen lässt, setzte Galilei die Abbildung eines nicht-existenten großen Mondkraters an der Tag-Nacht-Grenze hinzu.

### Sterne

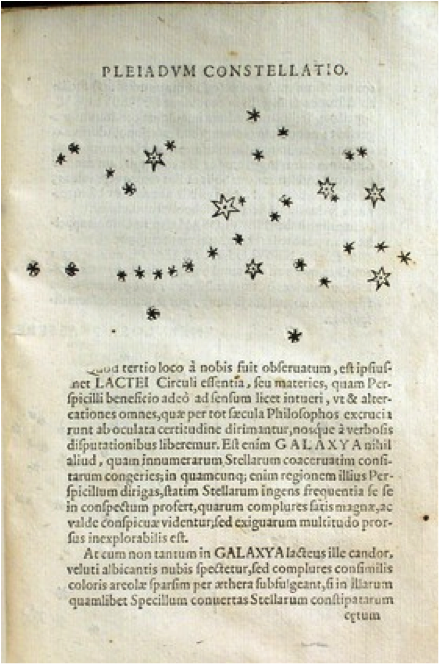
Galileis Zeichnungen des Sternenhaufens der Plejaden aus dem Sidereus Nuncius. Mit freundlicher Genehmigung der History of Science Collections, University of Oklahoma Libraries.

Galilei berichtet, dass er mindestens zehnmal so viele Sterne mit dem Fernrohr sehen konnte wie mit dem bloßen Auge. Seine Sternkarten des Oriongürtels und der Plejaden zeigen einige der neu beobachteten Sterne. Mit bloßem Auge konnten Beobachter nur sechs Sterne im Sternbild des Stiers sehen; mit seinem Fernrohr sah Galilei fünfunddreißig. Er berichtet auch, dass einige im Sternenkatalog des Ptolemäus als „neblig“ bezeichnete Sterne sich aus vielen kleinen Sternen zusammensetzten. Ebenso urteilt er, dass die Milchstraße aus unzähligen Sternen bestehe, die zu klein und entfernt seien, um mit bloßem Auge als solche erkannt zu werden.

### Jupitermonde oder Mediceische Sterne
Im letzten Teil des Sidereus Nuncius berichtet Galilei von seiner Entdeckung von vier Objekten, die nahe dem Jupiter auf einer geraden Linie standen. Am 7. Januar 1610 sieht er abends drei kleine Sterne auf einer Linie parallel zur Ekliptik; die folgenden Nächte zeigen sich wechselnde Anordnungen und ein viertes Objekt seinem Blick. Daraus, dass sie ihre Position zum Jupiter von Nacht zu Nacht ändern, aber immer auf der gleichen Linie stehen, schließt Galilei, dass es sich um vier Körper auf Umlaufbahnen um den Jupiter handle. Zu Ehren der vier Söhne der Familie Medici nennt er die Körper Mediceische Sterne.
In einer Gegenüberstellung von Galileis ersten Beobachtungen mit heutigen Daten zeigt sich, dass Galilei nahe beieinander stehende Jupitermonde nicht unterscheiden konnte, aber ansonsten ihre Positionen genau wiedergab.

## Fälschung
Im März 2007 wurde ein angebliches Exemplar des Buches mit vermeintlichen Original-Zeichnungen von Galilei entdeckt, die als Vorlage für die in den anderen Exemplaren enthaltenen Kupferstiche gedient haben sollen. Diese von Horst Bredekamp 2007 in einer Monografie gewürdigte und von ihm und anderen für echt befundene, sensationelle Entdeckung erwies sich durch Forschungen des Historikers Nick Wilding 2011 als Fälschung, die vom italienischen Privatgelehrten und Antiquar Marino Massimo De Caro in den Antiquitätenhandel gebracht worden war.

## Nachleben
In Erinnerung an Galileis Schrift wurde der Titel Linzer Sternenbote 1947 als Name der astronomischen Monatsschrift der in diesem Jahr gegründeten Linzer Astronomischen Gemeinschaft (heute Verein „Kepler Sternwarte Linz“) gewählt.
1958 wurde die Zeitung vom Astronomischen Büro übernommen und in weiterer Folge unter Hermann Mucke unter dem Namen Sternenbote als astronomische Monatsschrift bis 2019 weitergeführt.
Der amerikanische Astronom Neil deGrasse Tyson veröffentlicht 2022 eine Essaysammlung unter dem Titel Starry Messenger, laut Verlagstext als Plädoyer für Aufklärung (kosmische Perspektive und wissenschaftliche Vernunft) angesichts der Verwerfungslinien unserer Zeit (Krieg, Politik, Religion, …, Tribalismus).

## Ausgaben
- Galileo Galilei: Schriften, Briefe, Dokumente. Hrsg.: Anna Mudry. Band 1. Rütten & Loening, Berlin 1987, ISBN 978-3-352-00122-2, S. 95–144.
- Galileo Galilei: Sidereus Nuncius. (Nachricht von neuen Sternen). Herausgegeben und eingeleitet von Hans Blumenberg. 2. Auflage. Suhrkamp, Frankfurt am Main 2002, ISBN 3-518-27937-8 (Suhrkamp-Taschenbuch Wissenschaft 337).